# Vogelsberger Südbahnradweg
Der Vogelsberger Südbahnradweg ist ein 33 Kilometer langer Radwanderweg in Hessen.

## Verlauf
Der Radweg führt von Hartmannshain im Vogelsbergkreis in südlicher Richtung über Birstein und Brachttal nach Wächtersbach im Kinzigtal. Heute ist er Teil des Bahnradwegs Hessen, weitere Details siehe auch dort.
Seinen Namen hat der Radweg von der Vogelsberger Südbahn, die zwischen 1958 und 1967 stillgelegt wurde. Da die ehemalige Bahntrasse durch viele Überbauungen und die Vegetation (Naturschutz) nicht mehr nutzbar ist, verläuft die nun asphaltierte Trasse fast unabhängig durch die Landschaft. An einigen Stellen erfordern Gefällestrecken (zum Teil über 10 %) sicheres Bremsen, insbesondere von Inline-Skatern.
Der Höhenunterschied ist groß (570 m ü. NN in Hartmannshain, bis 180 m ü. NN in Wächtersbach). In Hartmannshain besteht Anschluss an den Hoherodskopfsteig sowie an den ebenfalls auf einer ehemaligen Bahntrasse verlaufenden Vulkanradweg. In Wächtersbach kann auf den Hessischen Radfernweg R3 übergegangen werden.
Entlang des Radwegs wurden etliche Rastplätze mit Informationstafeln eingerichtet. Pedelecs können an mehreren kostenlosen Ladestationen wiederaufgeladen werden. Einige der Ladestationen sind auf der Website der Kreiswerke Main-Kinzig veröffentlicht. Viele weitere Ladestationen sind auf den Karten der Website GoingElectric.de zu finden.

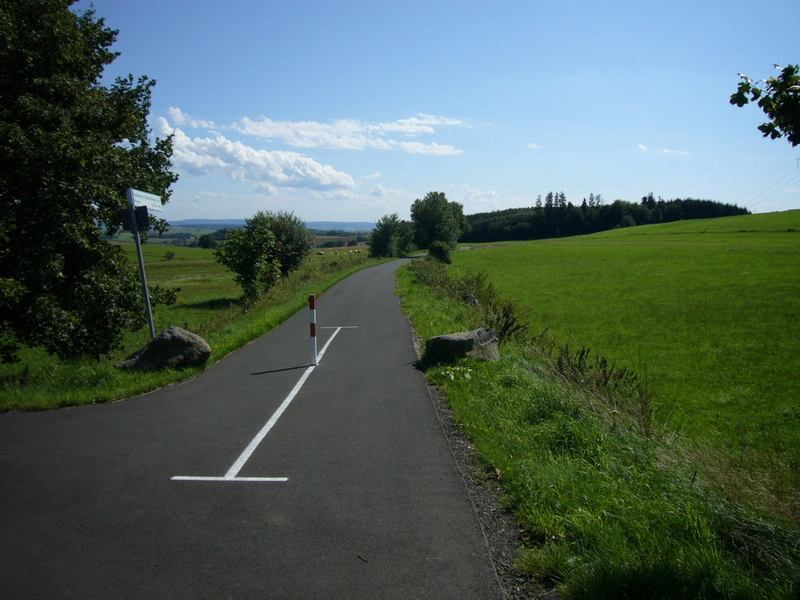
Der Südbahnradweg bei Birstein
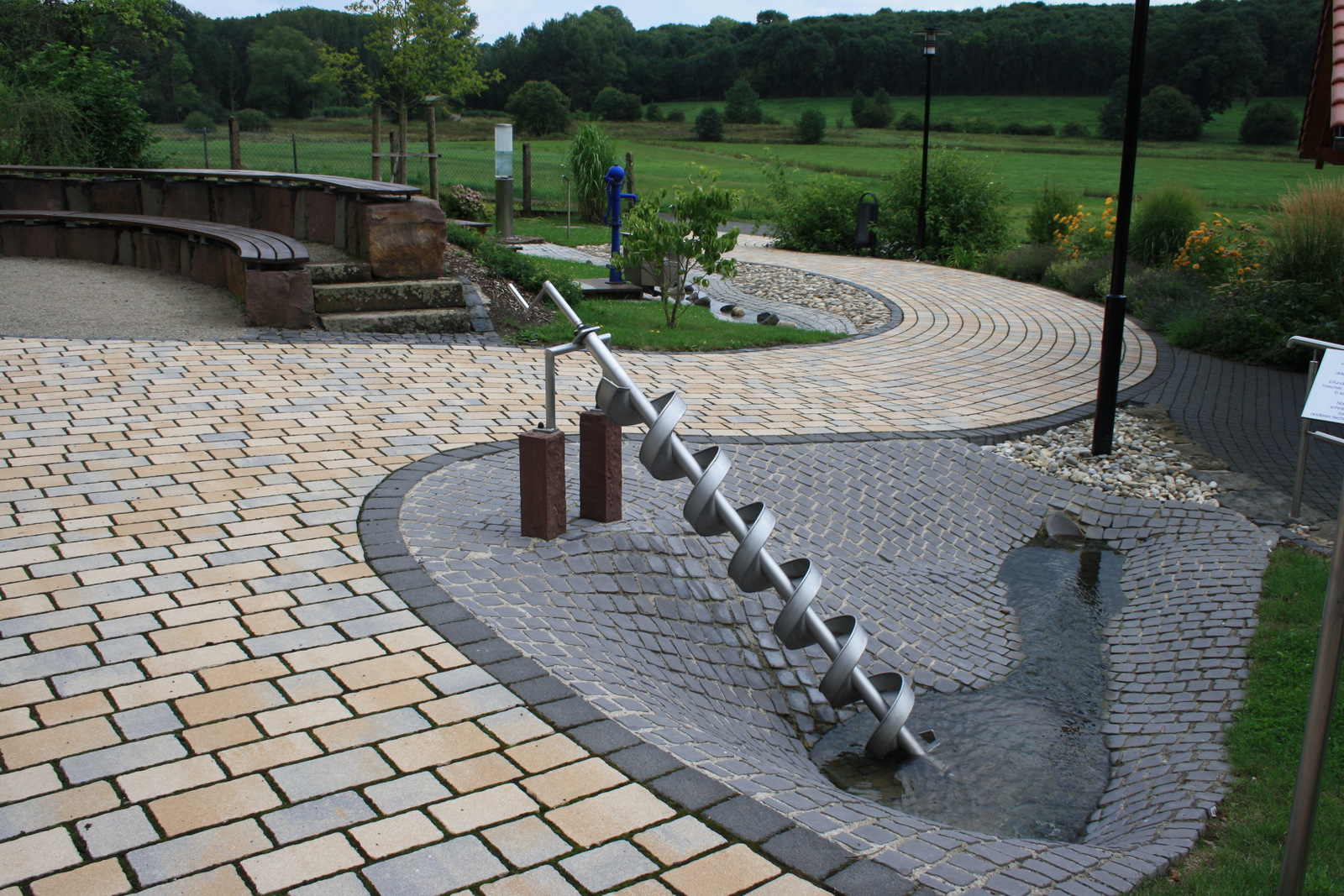
Rastplatz Fischborn (mit Ladestation ausgestattet)
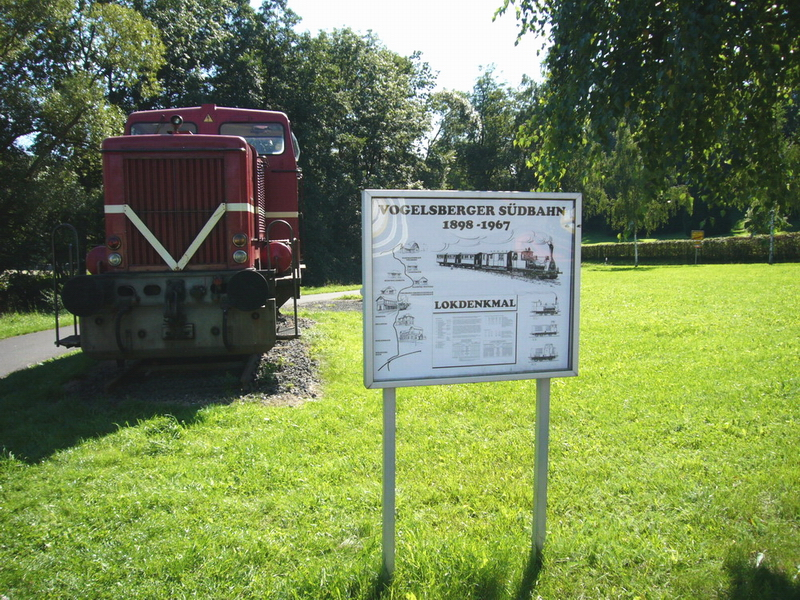
Das Lokdenkmal in Birstein
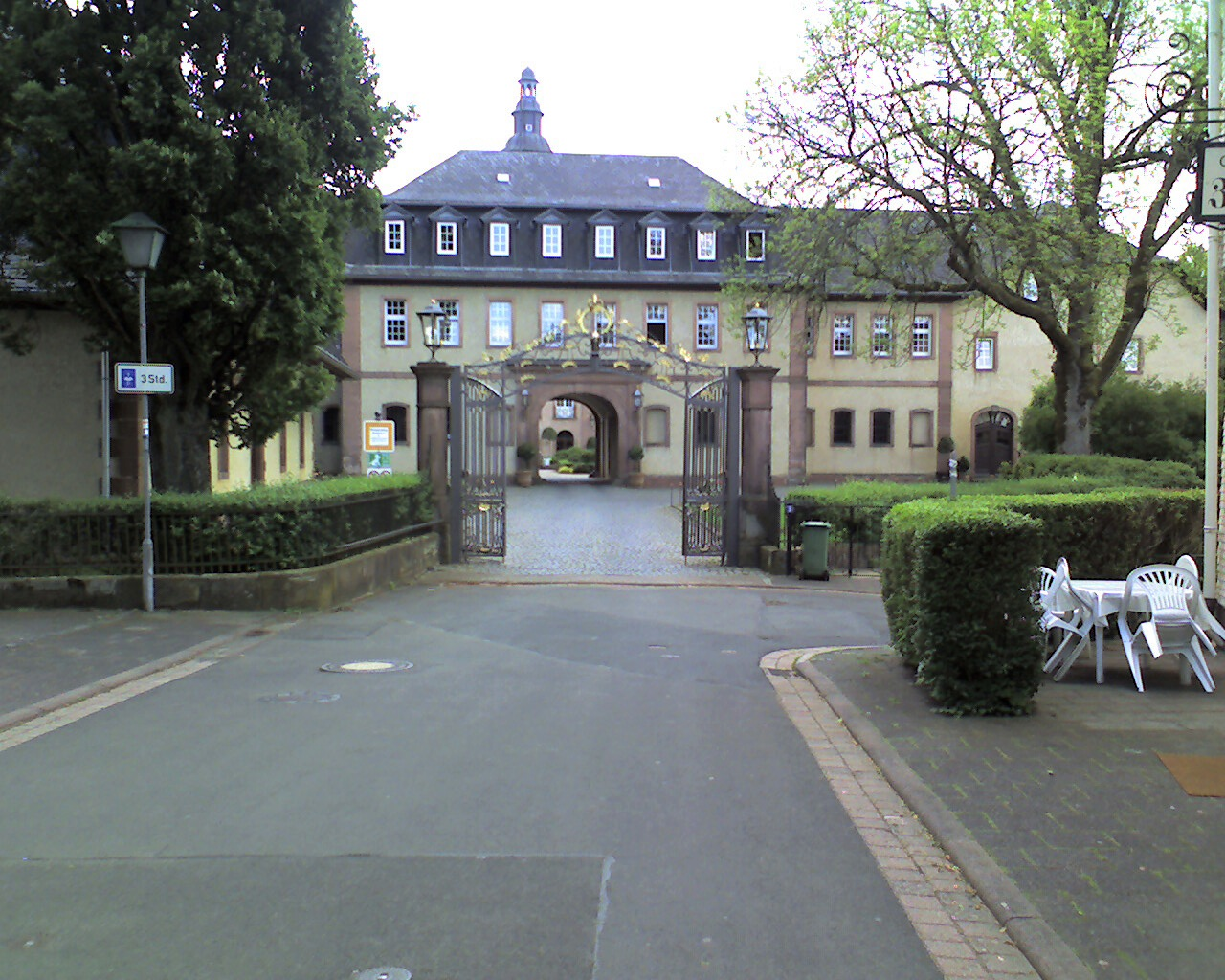
Schloss Birstein

## Freibäder/Badeseen
In der Nähe des Radwegs gibt es mehrere Bademöglichkeiten:
- Freizeitbad Birstein
- Freibad Wächtersbach
- Nieder-Mooser See
- Kneippanlagen in Birstein, Aufenau und Neuenschmidten

## Fahrradbus
Am Bahnhof Wächtersbach besteht Anschluss an den Vogelsberger Vulkan Express, einen Fahrradbus, welcher von Anfang Mai bis Ende Oktober an Samstagen, Sonn- und Feiertagen zwischen Bad Orb und dem Hoherodskopf entlang des Radweges verkehrt. Es gelten die Tarife des Rhein-Main-Verkehrsverbundes.

## Vogelsberger Südbahnlauf
Einmal im Jahr findet der Vogelsberger Südbahnlauf statt. Es können verschiedene Disziplinen vom Halbmarathon bis hin zum Bambinilauf absolviert werden.

## Anschlussradwege
Anschluss besteht an den:
- Hessischen Radfernweg R3 in Wächtersbach
- Vulkanradweg in Hartmannshain
- Hoherodskopfsteig in Hartmannshain